# Benjaminite
La benjaminite est une espèce minérale de la classe des sulfosels, de formule (Ag,Cu)3(Bi,Pb)7S12.

## Inventeur et étymologie
Décrite en 1924 par le minéralogiste Shannon , et dédiée au minéralogiste Marcus Benjamin (1857-1932 ) de l'U.S. National Museum.

## Topotype
- Outlaw Mine, Round Mountain, Manhattan,  Comté de Nye, Nevada, États-Unis.
- Les échantillons-type sont déposés à :

Royal Ontario Museum, Toronto, Canada, N°13805
Harvard University,Cambridge, Massachusetts, États-Unis, N° 85749;
National Museum of Natural History, Washington, D.C., États-Unis, N°95058.

## Cristallographie
- Paramètres de la maille conventionnelle : a = 13,246 Å ; b = 4,044 Å ; c = 20,179 Å ; Z = 2 ; β = 103,21° ; V = 1 052,32 Å3
- Densité calculée = 6,74

## Cristallochimie
Elle fait partie du groupe de la pavonite.

### Groupe de la pavonite
- Pavonite (Ag,Cu)(Bi,Pb)3S5 C 2/c 2/m
- Makovickyite Ag1.5Bi5.5S9 C 2/c 2/m
- Benjaminite (Ag,Cu)3(Bi,Pb)7S12 C 2/c 2/m
- Mummeite Cu0.58Ag3.11Pb1.10Bi6.65S13 C 2/c 2/m
- Borodaevite Ag5(Bi,Sb)9S16 C 2/c 2/m
- Cupropavonite AgPbCu2Bi5S10 C 2/c 2/m
- Cupromakovickyite Cu4AgPb2Bi9S18 C 2/m 2/m
- Kudriavite (Cd,Pb)Bi2S4 C 2/m 2/m

## Gîtologie
- Dans les veine de quartz sur les contacts entre granit sodique et rhyolite intrusive (Outlaw Mine, Nevada)[4]
- Associée aux arséniures (Camsell River, Canada)
- En veines dans la calcite (Cobalt, Canada)
- Dans les dépôts de molybdénite (AW mine, Australie)

### Minéraux associés
- aïkinite, chalcopyrite, pyrite, covellite, muscovite, molybdénite, quartz (Outlaw Mine, Nevada)
- safflorite, skuttérudite, rammelsbergite, arsénopyrite, nickéline, matildite
- bismuthinite, chalcopyrite, pyrite, sphalérite, galène, bismuth, argent (Camsell River, Canada);
- molybdénite, bismuth, bismuthinite (A W mine, Australie).

## Gisements remarquables
- Australie

A W Mine, Bolivia, Comté de Clive, New South Wales
- Canada

Nipissing 404, Coleman Township, Cobalt area, région de Cobalt-Gowganda, District de Timiskaming, Ontario
- États-Unis

Outlaw Mine, Round Mountain, Manhattan, Comté de Nye, Nevada,